# Episodi di C'era una volta (settima stagione)
La settima e ultima stagione della serie televisiva C'era una volta, composta da 22 episodi, è stata trasmessa negli Stati Uniti per la prima volta dall'emittente ABC dal 6 ottobre 2017 al 18 maggio 2018.
In Italia la stagione è stata pubblicata settimanalmente sulla piattaforma on demand Netflix dal 18 ottobre 2017 al 30 maggio 2018. In chiaro è stata trasmessa dal 19 ottobre al 2 novembre 2018 su Rai 4.
La trama ha subito un lieve reboot con una nuova narrazione principale guidata da un Henry Mills adulto, ambientata alcuni anni dopo gli eventi della stagione precedente.
Durante questa stagione Andrew J. West, Gabrielle Anwar, Dania Ramírez, Mekia Cox e Alison Fernandez vengono promossi nel cast principale. Jennifer Morrison, Rebecca Mader, Emilie de Ravin, Jared S. Gilmore, Ginnifer Goodwin, Josh Dallas, Sean Maguire e Raphael Sbarge ricompaiono come guest star.
Gli antagonisti principali sono: Genoveffa, Rapunzel / Lady Tremaine, Gothel, Dr. Facilier e il Tremotino del Regno dei Desideri.
| nº | Titolo originale            | Titolo italiano                    | Prima TV USA     | Pubblicazione Italia |
| -- | --------------------------- | ---------------------------------- | ---------------- | -------------------- |
| 1  | Hyperion Heights            | Hyperion Heights                   | 6 ottobre 2017   | 18 ottobre 2017      |
| 2  | A Pirate's Life             | Una vita da pirata                 | 13 ottobre 2017  | 25 ottobre 2017      |
| 3  | The Garden of Forking Paths | Il giardino dei sentieri biforcati | 20 ottobre 2017  | 1º novembre 2017     |
| 4  | Beauty                      | Belle                              | 27 ottobre 2017  | 8 novembre 2017      |
| 5  | Greenbacks                  | Dollari e bignè                    | 3 novembre 2017  | 15 novembre 2017     |
| 6  | Wake Up Call                | Sveglia                            | 10 novembre 2017 | 22 novembre 2017     |
| 7  | Eloise Gardener             | Eloise Gardener                    | 17 novembre 2017 | 29 novembre 2017     |
| 8  | Pretty in Blue              | Bella in blu                       | 17 novembre 2017 | 29 novembre 2017     |
| 9  | One Little Tear             | Una piccola lacrima                | 8 dicembre 2017  | 20 dicembre 2017     |
| 10 | The Eighth Witch            | L'ottava strega                    | 15 dicembre 2017 | 27 dicembre 2017     |
| 11 | Secret Garden               | I piani di Gothel                  | 2 marzo 2018     | 14 marzo 2018        |
| 12 | A Taste of the Heights      | Il principe Naveen                 | 9 marzo 2018     | 21 marzo 2018        |
| 13 | Knightfall                  | L'onore del pirata                 | 16 marzo 2018    | 24 marzo 2018        |
| 14 | The Girl in the Tower       | La ragazza dalla torre             | 23 marzo 2018    | 4 aprile 2018        |
| 15 | Sisterhood                  | Un dono inaspettato                | 30 marzo 2018    | 11 aprile 2018       |
| 16 | Breadcrumbs                 | Briciole di pane                   | 6 aprile 2018    | 14 aprile 2018       |
| 17 | Chosen                      | Gli errori del passato             | 13 aprile 2018   | 21 aprile 2018       |
| 18 | The Guardian                | Il Guardiano                       | 20 aprile 2018   | 2 maggio 2018        |
| 19 | Flower Child                | Ninfe                              | 27 aprile 2018   | 9 maggio 2018        |
| 20 | Is This Henry Mills?        | Sei Henry Mills?                   | 4 maggio 2018    | 16 maggio 2018       |
| 21 | Homecoming                  | Ritorno a casa                     | 11 maggio 2018   | 23 maggio 2018       |
| 22 | Leaving Storybrooke         | In un angolo del Maine             | 18 maggio 2018   | 30 maggio 2018       |

## Hyperion Heights
- Titolo originale: Hyperion Heights
- Diretto da: Ralph Hemecker
- Scritto da: Edward Kitsis e Adam Horowitz
- Antefatti riguardanti: Henry Mills e Cenerentola/Ella

### Trama
Storybrooke, passato. Ora che tutti a Storybrooke hanno ottenuto il loro meritato lieto fine e che le vicende di C’era una volta sono state ultimate, Henry, avendo trovato nella casa dello Stregone una moltitudine di libri di favole con storie e personaggi alternativi, è volenteroso di viaggiare tra i nuovi reami a disposizione per documentarne gli avvenimenti, in qualità di Autore, e per scrivere la propria storia. Salutata Regina, Henry parte a bordo della motocicletta di August con un fagiolo magico.
Nuova Foresta Incantata, anni dopo. L’adulto Henry si scontra accidentalmente con la versione di quella realtà di Cenerentola/Ella. Cenerentola tramortisce Henry e gli ruba la moto, con cui si reca al castello del principe; qui, Henry si rende conto che l’obiettivo di Cenerentola non è quello di sposare il principe, ma di ucciderlo, dacché l’uomo ha rovinato la sua famiglia. Henry vorrebbe che Cenerentola lasciasse stare la vendetta per andare con lui a Storybrooke, ma viene rapito da Alice, un’enigmatica fanciulla ingaggiata dal nonno del ragazzo, Tremotino, di non far immischiare Henry nelle storie altrui. Henry, tuttavia, è irremovibile. Intanto, Cenerentola non ce la fa ad assassinare il principe, che viene ad ogni modo ucciso dalla sua matrigna, Lady Tremaine, per aver rifiutato la figlia Genoveffa come futura moglie. Lady Tremaine fa ricadere la colpa dell’omicidio su Cenerentola, che scappa via dal palazzo aiutata da Henry, il quale le dà appuntamento a mezzanotte per attraversare insieme il portale per Storybrooke. Misteriosamente, Cenerentola non si fa viva, ma Henry trova una delle sue scarpette di cristallo, così non oltrepassa il varco per capire cosa le sia capitato.
Seattle, presente. Henry è uno scrittore in difficoltà, che nella sua carriera ha pubblicato solo “C’era una volta”, narrante di tutte le avventure che il suo personaggio ha vissuto con la famiglia. Una sera, la piccola Lucy lo prega di seguirla nel quartiere di Hyperion Heights, in cui, a suo dire, sono intrappolati gli abitanti della Nuova Foresta Incantata, vittime di un Sortilegio Oscuro ed immemori della loro vera identità, incluso Henry stesso, similmente alla prima maledizione della Regina Cattiva su Storybrooke. Henry, purtroppo, con dei falsi ricordi che lo convincono di essere un semplice uomo di Seattle che ha perso moglie e figlia in un incendio, rigetta l’offerta, ma Lucy lo deruba del computer per costringerlo a venire a Hyperion Heights. Nel quartiere, Henry si ferma nel bar di una certa Roni (Regina), e, nel frattempo, la madre di Lucy, Jacinda (Cenerentola), ha un’aspra discussione con la sua matrigna, Victoria Belfrey (Lady Tremaine), una potente donna d’affari che possiede praticamente l’intero Hyperion Heights, e che minaccia di toglierle la custodia di Lucy. Jacinda ridà il pc a Henry, al quale però hanno depredato anche la macchina, perciò, il ragazzo sporge denuncia all’agente Rogers (Capitan Uncino). Jacinda, poi, sta per fuggire da Seattle con Lucy per non perdere l’affidamento, ma il Sortilegio Oscuro non glielo concede, allora, decide di lottare per il bene della figlia. La fermezza di Jacinda spinge Roni a non vendere il suo bar a Victoria, anche se ciò potrebbe rischiarle il fallimento. L’auto di Henry, inspiegabilmente, sbuca dal nulla, forse rubata e ripescata dalla stramba Tilly (Alice), l’informatrice del detective Weaver (Tremotino), che diventa il partner di Rogers. Quest’ultimo, dal C’era una volta di Lucy, consegnatogli dalla sorellastra di Jacinda, Ivy Belfrey (Genoveffa), si sofferma su di una pagina ritraente una persona dal volto familiare: Emma Swan.
- Guest star: Jared S. Gilmore (Henry Mills da giovane), Adelaide Kane (Genoveffa Tremaine/Ivy Belfrey), Rose Reynolds (Alice/Tilly), Bruce Blain (Sergente alla reception), Jillian Fargey (Fata Madrina), Liam Hall (Principe), Daniel Jeffrey (Carl), Darcy Laurie (Louie).
- Ascolti USA: telespettatori 3 260 000 – share 18-49 anni 3%[4]

## Una vita da pirata
- Titolo originale: A Pirate's Life
- Diretto da: Tara Nicole Weyr
- Scritto da: Jane Espenson e Jerome Schwartz
- Antefatti riguardanti: Emma Swan, Regina e Henry Mills, Capitan Uncino e Capitan Uncino del Desiderio

### Trama
Storybrooke, passato. Henry ed Uncino si allenano con le spade sulla Jolly Roger, ma il ragazzino sembra essere abbastanza sofferente, ed Emma pensa che il figlio stia per abbandonare Storybrooke ed incamminarsi per la sua strada. Uncino rassicura la moglie, dicendole che, in caso di emergenza, Henry potrà contare su di una bottiglietta magica che farà recapitare loro la sua richiesta d’aiuto.
Nuova Foresta Incantata, passato. Henry, accusato di complicità nell’assassinio del principe, è rincorso da Lady Tremaine e dalle guardie reali, ma con la bottiglia di Uncino invia un messaggio di soccorso ad Emma, Regina ed Uncino. Henry viene così salvato dalle grinfie di Lady Tremaine e di Genoveffa da Regina ed Uncino, ma Emma non è con loro per ragioni ignote. Regina ed Uncino supportano Henry nella ricerca di Cenerentola, e, al porto, Uncino s’imbatte nel suo doppione proveniente dal Reame del Desiderio creato dalla Regina Cattiva. L’Uncino del Desiderio brama la felicità avuta dalla sua controparte originale, pertanto lega il vero Uncino al molo e si fa ringiovanire da Lady Tremaine per assomigliare a lui, promettendo alla donna di sbarazzarsi di Henry. Tuttavia, Emma, comparsa improvvisamente, annuncia gaiamente a Henry di essere incinta, ed il falso Uncino, quindi, chiude lì la farsa per liberare il vero Uncino e fargli vivere la sua prossima vita da padre con Emma; il suo buonsenso deriva dal fatto che l’Uncino del Desiderio è stato separato da sua figlia, rinchiusa da una malvagia strega. Tuttavia il vero Uncino si è liberato da solo e, dopo una breve scaramuccia, pugnala a morte il suo doppione. Dopo aver saputo della sua triste storia, Uncino prega la moglie appena sopraggiunta di guarire la ferita mortale e l'espediente riesce. Dopo essersi tutti riuniti, Henry recluta l'Uncino del Desiderio con sé per dargli una mano nel ritrovamento della figlia; a essi si aggrega anche Regina, sentendo di non aver ancora un lieto fine. Emma ed Uncino, dunque, dicono addio a Henry, Regina e all’Uncino del Desiderio, per poi valicare un portale per Storybrooke.
Hyperion Heights, presente. Per rimediare al danno di aver collaborato con la polizia nella permanenza a Hyperion Heights di Jacinda e Lucy, Henry combina un secondo catering al saggio di Lucy per far partecipare anche Jacinda, che Victoria sta tentando di tenere separata dalla bambina. Victoria, perciò, incarica Weaver e Rogers di far sgomberare Henry da Hyperion Heights. Weaver gradisce incastrare Henry nel furto di un bracciale di Victoria al saggio di Lucy, ma Rogers sventa il suo piano perché ha capito che Henry è una persona innocente; per di più, Rogers è fermamente certo di aver già visto Emma Swan, la donna raffigurata nel libro di Henry, nel mezzo di una sparatoria per il reperimento di una ragazzina scomparsa, in cui è rimasto ferito (chiaro riferimento a quando Emma lo curò nella Nuova Foresta Incantata). Dall’episodio di quel giorno che ha evidenziato la corruzione di Victoria, Rogers si allea con Henry e Roni per annientare la Belfrey.
- Special guest star: Jennifer Morrison (Emma Swan).
- Guest star: Jared S. Gilmore (Henry Mills da giovane), Adelaide Kane (Genoveffa Tremaine/Ivy Belfrey).
- Ascolti USA: telespettatori 2 740 000 – share 18-49 anni 3%[5]

## Il giardino dei sentieri che si biforcano
- Titolo originale: The Garden of Forking Paths
- Diretto da: Ron Underwood
- Scritto da: David H. Goodman e Brigitte Hales
- Antefatti riguardanti: Cenerentola e Anastasia Tremaine

### Trama
Nuova Foresta Incantata, passato. Sul luogo dell’appuntamento con Henry, Cenerentola viene accerchiata dagli sgherri di Lady Tremaine, e prontamente salvata dalla Principessa Tiana, che è a capo di una Resistenza contro la tirannia di Lady Tremaine. Vedendola una chance di sconfiggere la matrigna, Cenerentola si arruola nel gruppo di ribelli di Tiana, e lascia a terra una sua scarpetta di cristallo per farsi rintracciare da Henry. Il giorno dopo, invero, Henry, Regina e l’Uncino del Desiderio arrivano all’accampamento della Resistenza per aiutare Cenerentola e Tiana nella loro causa. Tiana precisa che Lady Tremaine sta racimolando diverse armi magiche per combatterli, tra cui una strana cassa che scombussola parecchio Cenerentola. A notte fonda, Cenerentola entra nella villa di Lady Tremaine, che le fa osservare il corpo senza vita dell’altra sua figlia, Anastasia, preservato magicamente nella bara che aveva attirato la sua attenzione; Lady Tremaine dà la sua parola alla figliastra di non attaccare brutalmente la Resistenza con una contromossa, se Cenerentola le porterà il cuore del Vero Credente di Henry per far rianimare Anastasia. Al campo, Cenerentola, combattuta, sta per fuggire, ma Regina la stoppa, così, Cenerentola svela di essere stata in parte colpevole della morte di Anastasia, evento che fece sgorgare l’odio di Lady Tremaine per lei. Rinfrancata dalle parole d’incoraggiamento di Regina, Cenerentola avverte la Resistenza della trappola di Lady Tremaine nella sua magione, e Tiana fissa di rimandare l’attacco.
Hyperion Heights, presente. Victoria è risoluta a radere al suolo i parchi pubblici per la costruzione dei suoi appartamenti, e Jacinda, ispirata da Roni, prepara una petizione per raccogliere firme a sufficienza per tutelare i giardini di cui Lucy è tanto affezionata. Intanto, Lucy, ritenendo che Victoria voglia asfaltare i parchi per occultare ciò che è al disotto di essi, va a dare un’occhiata con Henry, e i due ripescano un frammento di vetro di una delle scarpette di Cenerentola. La gioia di Lucy, però, cessa quando coglie la madre a bruciare la petizione per accettare un promettente accordo con Victoria, ma Jacinda sistema tutto sollecitando gli abitanti di Hyperion Heights a rivoltarsi contro la Belfrey, e i giardini, quindi, rimangono intatti. Nel frattempo, Rogers arresta un criminale al soldo di Victoria, ma Weaver lo scarcera per usarlo come informatore nelle congetture della donna. Un confuso Henry, poi, in un cimitero, si ritrova davanti alle tombe di quelle che crede siano state sua moglie e sua figlia, e, frattanto, dagli scavi nei giardini, viene estratta la bara di Anastasia: Victoria, probabilmente l’artefice del Sortilegio Oscuro, sa della sua vecchia vita nella Nuova Foresta Incantata, e la sua intenzione è di resuscitare Anastasia con la riluttante collaborazione di una subdola strega imprigionata nel suo palazzo, e col potere del credo di Lucy.
- Guest star: Emma Booth (Strega), Simon Arblaster (Michael Griffiths), Richard Newman (Jeremiah), Yael Yurman (Anastasia Tremaine).
- Ascolti USA: telespettatori 2 490 000 – share 18-49 anni 3%[6]

## Belle
- Titolo originale: Beauty
- Diretto da: Mick Garris
- Scritto da: Dana Horgan e Leah Fong
- Antefatti riguardanti: il signor Gold/Tremotino e Belle
- Nota: l’episodio non è da confondere con l’omonimo "Belle" della 1ª stagione.

### Trama
Storybrooke, passato. Un anno dopo la Battaglia Finale, Gold e Belle vivono col piccolo Gedeone, e programmano un lungo viaggio in giro per il mondo. Col passar del tempo però, Belle mostra i primi segnali d’invecchiamento, così Gold è determinato a svincolarsi dal Pugnale dell’Oscuro per essere mortale e stare al fianco di Belle fino alla fine. L’antica profezia di una fata recita che, al tramonto del sole più luminoso nel luogo in cui si ferma il tempo, l’Oscurità riposerà, al che Gold e Belle si trasferiscono al Confine dei Reami per aspettare che il suo eterno sole cali. Nel frattempo, Gedeone cresce ed inizia gli studi all’Accademia di Elphame, e Gold e Belle trascorrono molti anni sereni e spensierati al Confine dei Reami, in attesa del tramonto, finché un giorno Belle non viene colpita da un malore: in punto di morte, Belle rivela al marito che il tramonto in questione non è quello del sole, ma del Vero Amore del Signore Oscuro, vale a dire Belle stessa, e sarà proprio la dipartita della donna a spingere Gold a conseguire il modo di liberarsi dall’Oscurità; Belle aveva mentito a Gold per poter vivere felicemente insieme, e, dopo aver assicurato al marito che riuscirà nella sua impresa di ritornare da lei, esala il suo ultimo respiro. Gold, allora, saluta Gedeone per dirigersi in un altro regno e cedere il pugnale a una figura nota come il “Guardiano”, che sarà in grado di scioglierlo dalla maledizione. Attraversando un portale, Gold giunge nella Nuova Foresta Incantata, riprende le vesti di Tremotino ed incontra la stramba Alice.
Hyperion Heights, presente. È Halloween, e Tilly manifesta bizzarri comportamenti: ripete che ognuno nel quartiere indossa una maschera e che lei è vicina alla risoluzione di un intricato puzzle. Venendo molestata da Tilly, Victoria convoca Weaver, e lo ricatta con dei filmati che registrano le sue gesta illegali, per far sì che l’uomo somministri a Tilly le sue pillole per la schizofrenia. Tilly, tuttavia, sostiene che Victoria voglia darle le medicine per annebbiarle la verità, e che Weaver non sia veramente chi crede di essere, accertando perciò che la ragazza ricordi degli sprazzi sulla sua vita passata. Per incalzare Weaver a rammemorarsi, Tilly, dapprima gli esibisce la tazza scheggiata, simbolo del suo amore per Belle, e poi gli spara per provargli di essere l’immortale Signore Oscuro. All’ospedale, Weaver, sopravvissuto miracolosamente, ha una breve visione di Belle, ed intima a Victoria di non mettergli più i bastoni tra le ruote, facendole capire di aver riacquisito la memoria. Intanto, Ivy è addetta da Victoria a sorvegliare Lucy per la notte di Halloween, ma perde di vista la bambina, e Henry l’aiuta a ritrovarla, e i due hanno occasione di conoscersi meglio. Ivy, quindi, non volendo sottomettersi ancora alla madre, concede a Lucy di passare il resto della serata con Henry e Jacinda. 
- Guest star: Emilie de Ravin (Belle), Adelaide Kane (Genoveffa Tremaine/Ivy Belfrey), Giles Matthey (Gideon), Rose Reynolds (Alice/Tilly), Anton Starkman (Gideon da giovane).
- Ascolti USA: telespettatori 2 440 000 – share 18-49 anni 2%[7]

## Dollari e bignè
- Titolo originale: Greenbacks
- Diretto da: Geofrey Hildrew
- Scritto da: Christopher Hollier e Adam Karp
- Antefatti riguardanti: la Principessa Tiana

### Trama
Nuova Foresta Incantata, passato. La Principessa Tiana e sua madre organizzano un’asta con tutti i propri beni per salvarsi dalla bancarotta, ma Tiana non demorde e visita il Dottor Facilier, un potente stregone voodoo bloccato tra il regno dei vivi e quello dei morti. Facilier guida Tiana in una tavernetta, e qui, la principessa viene corteggiata dal Principe Robert, e tra i due pare scoccare qualcosa, ma Robert è un comune popolano assunto da Facilier per rubare un prezioso rubino di Tiana ereditato dal suo defunto padre; Robert deve farlo per scagionare la sua amata trasformata in rana dallo stregone, così, Tiana affronta Facilier, che però le deruba il gioiello, col quale l’uomo si emancipa dal suo limbo e svanisce in una nuvola di fumo. Robert, dunque, bacia la sua ranocchia col Bacio del Vero Amore, ma, visto che la maledizione di Facilier era stata in realtà scagliata su Robert per tramutarlo in un essere umano, il ragazzo ridiventa una rana e può riunirsi con l’amata. Tiana, quindi, assimila che non le occorre un principe per risolvere i propri problemi, perché ha già la forza in sé per poter reagire a tutto.
Hyperion Heights, presente. Victoria alza il costo dell’affitto dell’appartamento di Jacinda e della sua coinquilina Sabine (Tiana), la quale propone di vendere i suoi deliziosi bignè nel locale in cui lavora Jacinda per racimolare i soldi. L’idea ha un così grande successo che Victoria commissiona uno dei suoi scagnozzi per incendiare la locanda, e Jacinda, ora disoccupata, se la prende con Sabine. Amareggiata, Sabine sta per andarsene da Seattle, ma Jacinda capisce di aver sbagliato e compra un furgoncino tutto loro per la vendita dei bignè. Roni, nel frattempo, non vede di buon occhio l’amicizia appena nata tra Henry ed Ivy, perciò, intercetta sul telefono di Henry un messaggio di Ivy che gli chiede di avviarsi nel palazzo Belfrey, e si presenta al posto del ragazzo. Roni ed Ivy, nella stanza segreta che Victoria percorre ogni giorno, rinvengono una fotografia che immortala Roni in compagnia di un bambino nell’ignota città di Storybrooke. Roni ne parla con Henry, che, altrettanto sbalordito, le assicura di essere lui stesso il bimbo illustrato con lei nella fotografia. Intanto, Rogers rinfresca il vecchio caso irrisolto di Eloise Gardener, la ragazzina scomparsa 10 anni prima, ed interroga un delinquente che ha tatuato sul polso un marchio abbozzato anche da Eloise nel suo diario personale. Il malvivente dice che è un semplice portafortuna, ma, fuori dalla caserma, telefona qualcuno per avvisarlo delle indagini di Rogers su Eloise. Più tardi, avviene una conversazione tra Ivy e la strega prigioniera di Victoria nella stanza segreta, da cui si evince che la vera mente criminale dietro tutto ciò è nientemeno che Ivy, che ricorda benissimo del suo vero nome di Genoveffa.
- Guest star: Adelaide Kane (Genoveffa Tremaine/Ivy Belfrey), Emma Booth (Strega), Daniel Francis (Dottor Facilier), Kevin Ryan (Principe Marius/Robert), Robin Givens (Eudora).
- Ascolti USA: telespettatori 2 290 000 – share 18-49 anni 2%[8]

## Sveglia
- Titolo originale: Wake Up Call
- Diretto da: Sharat Raju
- Scritto da: Jerome Schwartz e Jane Espenson
- Antefatti riguardanti: Regina Mills e Genoveffa Tremaine

### Trama
Nuova Foresta Incantata, passato. Regina incrocia Genoveffa, che, ribellatasi dall’assoggettamento di Lady Tremaine, è smaniosa di imparare la magia per difendersi dalla madre. Regina, riconoscendo in Genoveffa la sua gioventù consumata dalla malignità di Cora, insegna alla ragazza come usare i suoi poteri magici, ma Tremotino le sottolinea che, se le loro storie sono tanto simili, allora lo saranno anche gli epiloghi, che nel caso di Regina si è chiuso con il voto della donna al male. Con uno specchio magico, così, Regina e Genoveffa comprendono che Lady Tremaine, non avendo avuto il cuore di Henry per il risveglio di Anastasia, sta pensando di strappare quello di Genoveffa, che, stufa di dover ancora sfuggire dalla madre, si prepara ad ucciderla. Contro le avvisaglie di Regina, Genoveffa ammazza il suo promesso sposo, il Principe Gregor, così da rendere il suo cuore oscuro e, dunque, inutilizzabile per la risuscitazione di Anastasia. Inoltre, Genoveffa, dai racconti di Regina, ha ora in mente di lanciare il Sortilegio Oscuro per avere la rivincita sulla mamma: è quindi Genoveffa la macchinatrice del nuovo Sortilegio Oscuro. Affranta per non aver saputo orientare Genoveffa sulla via della rettitudine, Regina viene confortata da Henry.
Hyperion Heights, presente. Roni e Henry discutono sulla misteriosa foto che rappresenta entrambi, e Lucy afferra che Roni sia la sindaca di Storybrooke, Regina Mills, e che Henry sia il figlio da lei adottato a Boston; Roni si sovviene di aver effettivamente sperimentato un’adozione andata in fumo, perciò domanda a Weaver di investigare, e il detective scoperchia dei fascicoli di Boston firmati proprio da Regina Mills. Confusa, Roni beve un drink offertole da Ivy, che contiene una pozione della memoria ricavata dalla strega prigioniera, e si risveglia dalla maledizione. Tuttavia, Roni ricorda anche dell’incognita motivazione per la quale il Sortilegio Oscuro di Ivy non deve essere spezzato, poiché sembra avere qualcosa a che fare con Henry; Ivy ha voluto riaccendere la memoria di Roni per essere aiutata a mantenere il maleficio, che può essere rotto col Bacio del Vero Amore tra Henry e Jacinda, che si stanno attaccando molto intimamente. Nel frattempo, Rogers, ossessionato dal caso di Eloise Gardener, va in casa del criminale col tatuaggio, ma l’uomo è già stato ucciso.
- Guest star: Adelaide Kane (Genoveffa Tremaine/Ivy Belfrey), Rose Reynolds (Alice/Tilly), Emma Booth (Strega), Julian Haig (Principe Gregor) Yael Yurman (Anastasia Tremaine)
- Ascolti USA: telespettatori 2 370 000 – share 18-49 anni 2%[9]

## Eloise Gardener
- Titolo originale: Eloise Gardener
- Diretto da: Alex Kalymnios
- Scritto da: David H. Goodman e Brigitte Hales
- Antefatti riguardanti: Capitan Uncino del Desiderio e Rapunzel/Madre Gothel

### Trama
Regno del Desiderio, passato. La Regina Cattiva è stata sconfitta da Biancaneve e James, che le hanno espropriato la sua magia, così, la donna ricorre a Capitan Uncino per avere un viaggio sicuro sulla sua Jolly Roger verso un posto molto lontano. In cambio, la Regina Cattiva indirizza Uncino in un altro reame, in cui il pirata potrà accaparrare il potere necessario per vendicarsi del Signore Oscuro: la Nuova Foresta Incantata. Qui, Uncino scala una possente torre, al cui interno è segregata un’incantevole fanciulla dai lunghi capelli biondi, Rapunzel, la quale instrada Uncino nel giardino della strega che la tiene imprigionata per estirpare il fiore magico racchiudente la magia con cui poter sgominare Tremotino. Scampando dal mostro a guardia del fiore, Uncino eccelle nel compito, ed elargisce la piantina a Rapunzel per darle l’opportunità di scappare dalla torre. Uncino e Rapunzel finiscono a letto insieme, ma il mattino successivo, Uncino scopre con ribrezzo che Rapunzel ha messo al mondo una figlia avuta dal loro rapporto, nata prima del tempo con la magia acceleratrice del fiore, e, soprattutto, che la ragazza è in verità Madre Gothel, una spietata strega: Gothel è stata l’inventrice della torre, originariamente costruita per rinchiuderci la vera Rapunzel, che ebbe la meglio su di lei ed intrappolò invece la strega col potere del fiore magico; Gothel, quindi, ha sedotto Uncino per generare un consanguineo da detenere nella torre al posto suo. Gothel elude l’incantesimo e si volatilizza, ma Uncino, essendo già stato abbandonato dal padre, non se la sente di lasciare da sola sua figlia, perciò affida la Jolly Roger a Spugna, e rimane nella torre per crescere la bambina, che viene chiamata con lo stesso nome della madre del pirata: Alice.
Hyperion Heights, presente. Rogers si ostina ancora nella ricerca di Eloise Gardener, e Henry lo asseconda. Rogers e Henry arruolano Tilly per raccattare informazioni, ma Victoria ordina a Weaver di estromettere il partner dalla mansione, dunque, l’uomo, per mezzo di Tilly, gli fornisce dei falsi dati secondo cui si ritiene che Eloise sia morta anni prima in un incidente stradale. Rogers, però, non si perde d’animo, e, con le indicazioni di Weaver, si sposta nel seminterrato del palazzo Belfrey, dove salva la strega confinata da Victoria: Eloise Gardener (Gothel). Rogers è comunque assai deluso da Tilly per avergli detto un sacco di fandonie sulla situazione di Eloise, e Victoria viene arrestata per il rapimento della donna, ma allerta Ivy in che genere di pericolo si è buttata nell’aver liberato una tale minaccia come Gothel. Intanto, Henry e Jacinda sono sempre più affiatati, ma Roni non può prendersi la libertà che tra i due sbocci il Bacio del Vero Amore che spezzerà il Sortilegio Oscuro, per cui, controvoglia, suggestiona Jacinda al fine che la donna faccia saltare il suo appuntamento con Henry. L’arresto di Victoria potrebbe far ricongiungere Jacinda e Lucy, ma i servizi sociali preferiscono tenere Lucy con loro fintantoché la faccenda non si sarà chiarita.
- Guest star: Adelaide Kane (Genoveffa Tremaine/Ivy Belfrey), Rose Reynolds (Alice/Tilly), Emma Booth (Strega/Eloise Gardener/Gothel), Meegan Warner (Rapunzel), Chris Gauthier (Spugna).
- Ascolti USA: telespettatori 2 280 000 – share 18-49 anni 2%[10]

## Bella in blu
- Titolo originale: Pretty in Blue
- Diretto da: Ralph Hemecker
- Scritto da: Dana Horgan e Leah Fong
- Antefatti riguardanti: Henry Mills, Cenerentola e Alice Jones

### Trama
Nuova Foresta Incantata, passato. Alice, parecchio tempo dopo essersi allontanata dal padre Uncino per colpa della Maledizione del Cuore Avvelenato di cui soffre l’uomo, e che lo costringe a tenersi a distanza dalle persone amate, rincontra il papà dicendo di avere un antidoto. Purtroppo, l’esperimento non va a buon fine, ed Alice, spaventata, scappa nel Paese delle Meraviglie per non far ulteriormente del male ad Uncino, seguita da Henry e Cenerentola. Quest’ultima, in particolare, è intenzionata a far luce sulla sparizione di sua madre Cecilia, che l’abbandonò in giovane età per spingersi nel Paese delle Meraviglie. Cenerentola, così, beve un intruglio che la fa rimpicciolire per addentrarsi nel Labirinto Infinito, e si divide da Henry, dandogli la collana incantata del suo patrigno che stava a segnare il suo Vero Amore per Cecilia. Cenerentola incappa in Alice, che la informa che sua madre fu obbligata ad isolarsi da lei e dal patrigno per via della Maledizione del Cuore Avvelenato che incombeva sul suo di cuore, ma che sia morta nell’attacco del temibile Ciciarampa. Alice, oltretutto, enuncia che sia stata Genoveffa a darle la cura fasulla per Uncino, e, difatti, Genoveffa è anch’essa nel Paese delle Meraviglie per avvelenare il cuore di Henry, di modo che il suo Sortilegio Oscuro non possa essere spezzato col Bacio del Vero Amore. Cenerentola accorre da Henry con l’altra metà del ciondolo di Cecilia, ed Alice rinvia Genoveffa a casa con uno specchio magico. Recependo che le collane del Vero Amore li abbiano fatti ritrovare, Henry e Cenerentola si scambiano un primo bacio. All’accampamento della Resistenza, poi, arriva un vecchio compagno d’avventure di Henry, di nome Jack.
Hyperion Heights, presente. Jacinda tenta di riguadagnarsi la custodia di Lucy, perciò, dietro consiglio di Sabine, interpella Nick (Jack), un ottimo avvocato che il Sortilegio Oscuro le fa credere essere il padre biologico della bambina. L’aver rivisto Nick fomenta in Jacinda dei dubbi sui suoi sentimenti per Henry, che, da parte sua, è molto geloso del loro riavvicinamento. Nel frattempo, Roni riscuote un due di picche da Weaver per essere aiutata contro Ivy e Gothel, perciò, accompagnata da Henry, si mette in viaggio per San Francisco, in cui risiede una persona, cacciata da Victoria da Hyperion Heights, che potrà fiancheggiarla. Fortunatamente, la lotta legale per la tutela di Lucy viene vinta da Jacinda, che presenta ufficialmente Nick alla figlia, intanto che Ivy e Gothel si accorgono, amaramente, che il corpo di Anastasia, che Ivy voleva risvegliare per assorbirne la magia, è stato dislocato per evenienza da Victoria.
- Guest star: Adelaide Kane (Genoveffa Tremaine/Ivy Belfrey), Rose Reynolds (Alice/Tilly), Emma Booth (Gothel), Trevor Roberts (Remy), Nathan Parsons (Jack/Nick Branson).
- Ascolti USA: telespettatori 2 280 000 – share 18-49 anni 2%[10]

## Una piccola lacrima
- Titolo originale: One Little Tear
- Diretto da: Steve Pearlman
- Scritto da: Christopher Hollier e Adam Karp
- Antefatti riguardanti: Rapunzel/Lady Tremaine Genoveffa e Anastasia

### Trama
Nuova Foresta Incantata, passato. In una notte tempestosa, la povera Rapunzel coglie delle rape per sfamare il marito malato, Marcus Tremaine, e le due figliolette Anastasia e Genoveffa. Il giardino da cui Rapunzel ha preso i vegetali, però, è di proprietà di Madre Gothel, che, con un patto, fa prosperare in salute la famiglia di Rapunzel, la quale, come prezzo, deve soggiornare per l’eternità nell’alta torre della strega. Dopo 6 anni di reclusione, Rapunzel si avvale dei suoi lunghissimi capelli per calarsi dalla torre, e riabbraccia caldamente la sua famiglia, solo per apprendere che Marcus si sia risposato con Cecilia, la quale ha già una figlia di nome Ella nata da un rapporto precedente. L’unica che esulta per il ritorno di Rapunzel è Anastasia, contrariamente invece a Genoveffa, così, Gothel stuzzica Rapunzel con il pensiero di contagiare Cecilia con la Maledizione del Cuore Avvelenato. Di primo impatto, Rapunzel rifiuta, ma poi, invidiosa del rapporto di Cecilia con le sue figlie, avvelena la donna, che fugge nel Paese delle Meraviglie. Tempo più tardi, Rapunzel è stata rinominata Lady Tremaine, e le cose in famiglia procedono alla perfezione, ma un giorno, Ella ed Anastasia affondano in un lago ghiacciato, e Marcus riesce a trarre in salvo soltanto Ella. Disperata, Rapunzel implora l’aiuto di Gothel, che serba magicamente il corpo di Anastasia, ma che mira a rinchiudere la ragazzina nella torre: quello di Gothel era un test per Rapunzel, che all’inizio aveva comprovato di potersi sacrificare per il benessere della famiglia, ma che poi, ha fallito nel momento in cui ha ceduto al male avvelenando Cecilia; infatti, Gothel è sulle tracce di un eroe con il cuore più puro di tutti, chiamato il Guardiano, che sperava potesse essere Rapunzel. Rapunzel batte Gothel sul tempo, e, con la Magia del Sangue, la intrappola nella sua stessa torre.
Hyperion Heights, presente. Victoria, trattenuta in centrale per il rapimento di Eloise Gardener, si accorda con Weaver, ed entrambi ammettono di essere rispettivamente Rapunzel e Tremotino: lei gli dirà ciò che sa sul Guardiano per farlo svincolare dal potere dell’Oscuro, e lui farà cadere le accuse a suo carico. Victoria viene dunque rilasciata, con grande disappunto di Rogers, che immagina che Weaver sia sul libro paga della Belfrey, tant’è vero che snida tantissimi documenti sugli abitanti di Hyperion Heights nel suo magazzino. Messo alle strette, Weaver, non potendo esporre la verità dei fatti sul Guardiano, dice di essere in missione per ritrovare sua moglie Belle. Weaver e Victoria, pedinati da Ivy e Gothel, recuperano il libro di favole originale C’era una volta che serve per resuscitare Anastasia. Victoria, quindi, narra a Lucy della sua dolorosa storia passata, e le fa vedere un video che riproduce Jacinda e Nick baciarsi, il che è un duro colpo per la bambina. Sfruttando una lacrima di Lucy, imbevuta della sua fede, Victoria risveglia Anastasia, ricoverata in ospedale, mentre Lucy, rincasata, crolla priva di sensi tra le braccia di Jacinda.
- Guest star: Adelaide Kane (Genoveffa Tremaine/Ivy Belfrey), Emma Booth (Gothel), Nathan Parsons (Jack/Nick Branson), Matty Finochio (Marcus Tremaine), Cindy Luna (Cecilia), Yael Yurman (Anastasia Tremaine), Anna Cathcart (Genoveffa da giovane), Alejandra Pérez (Cenerentola da giovane), Sophia Reid-Gant (Anastasia da bambina), Lula Mae Melench (Genoveffa da bambina).
- Ascolti USA: telespettatori 2 450 000 – share 18-49 anni 2%[11]

## L'ottava strega
- Titolo originale: The Eighth Witch
- Diretto da: Ralph Hemecker
- Scritto da: Jane Espenson e Jerome Schwartz
- Antefatti riguardanti: Regina e Zelena Mills, Genoveffa Tremaine e Madre Gothel
- Nota: le azioni al presente tra Hyperion Heights e San Francisco sono contemporanee.

### Trama
Nuova Foresta Incantata, passato. Henry e Cenerentola hanno avuto una bambina, Lucy, ma la gioia di tutti cessa con l’irruzione di Genoveffa, che dirama l’imminente abbattimento del suo Sortilegio Oscuro nel giorno dell’ottavo compleanno di Lucy. Lady Tremaine, momentaneamente alleatasi con gli eroi per fermare la figlia, utilizza la Magia del Sangue per pietrificare Genoveffa.
8 anni dopo, nel corso dei festeggiamenti per il compleanno di Lucy, Gothel e la sua Congrega delle Otto Streghe riportano in vita Genoveffa, che subito si appresta a scagliare il Sortilegio Oscuro. Per contrastarla, Regina si rivolge alla sorella Zelena, traslocata nella Nuova Foresta Incantata con la figlia Robin, un’abilissima arciera oramai 25enne. Intanto, Tremotino, non potendo ostacolare i piani di Genoveffa, non può far altro che donare ad Uncino una statuetta di elefante che lo farà congiungere con Alice nell’altro mondo. Nel frattempo, nella Foresta Incantata originale, Henry, Lucy e Giglio Tigrato stanno per fabbricare una teca magica, come quella che Biancaneve e il Principe Azzurro operarono per salvare Emma dalla maledizione della Regina Cattiva, ma la Congrega delle Otto rapisce Henry. Regina, Zelena, Cenerentola e Uncino affluiscono per mettere in salvo Henry, ma Genoveffa ha letalmente avvelenato il ragazzo, e il solo modo per non farlo morire è di condurlo in una landa senza magia. Forzata da Genoveffa e Gothel, Regina versa il suo sangue, ossia quello di una strega che ha sacrificato il cuore della persona più amata per il maleficio, e il Sortilegio Oscuro viene perciò completato: prima che la maledizione li avvolga, Uncino assegna l’elefante di Tremotino a Cenerentola, così che la donna possa stare con Lucy; Tremotino presta ad Alice la tazzina sbeccata e le raccomanda di fare il possibile per ravvederlo nel mondo reale; ed Alice bacia appassionatamente la sua fidanzata Robin, figlia di Zelena.
Presente. A Hyperion Heights, Lucy viene portata d’urgenza all’ospedale, e Weaver, ritenendo erroneamente la rediviva Anastasia il fantomatico Guardiano, la sottopone ad una prova, dalla quale la ragazzina riscontra la capacità di immensi poteri magici. Gothel, rilevando la magia di Anastasia, sta per prenderla con sé, ma Ana scappa via ed intoppa in sua sorella Ivy, che le infila un paio di bracciali incantati ai polsi con cui placare i suoi poteri. Parallelamente, a San Francisco, Roni e Henry fanno la conoscenza di Kelly (Zelena), una personal trainer con un passato burrascoso e in pessimi rapporti con Roni. Bevendo la pozione di memoria di Roni, Kelly si risveglia dal Sortilegio Oscuro, e, malgrado la sua identità maledetta stesse per sposarsi, decolla per Hyperion Heights con la sorella. Frattanto, Henry, telefonato da Jacinda, piomba all’ospedale, ma nemmeno il Bacio del Vero Amore può salvare Lucy, dato che la bambina non ha più fiducia nella magia. Weaver, messo al tappeto da Anastasia nel mentre della sua prova, capisce che la Congrega delle Otto è approdata a Hyperion Heights e che la strana runa disegnata da Eloise Gardener nel suo diario sia proprio il loro marchio. Ivy cerca di risucchiare la magia di Anastasia, ma Gothel truffa la sua giovane apprendista, manomette i bracciali per trasferire i poteri di Ivy ad Anastasia, e poi la imprigiona in un pozzo con Victoria: Gothel sta per riassemblare la Congrega delle Otto Streghe.
- Guest star: Rose Reynolds (Alice/Tilly), Adelaide Kane (Genoveffa Tremaine/Ivy Belfrey), Emma Booth (Gothel), Rebecca Mader (Zelena/Perfida Strega dell'Ovest/Kelly West), Nathan Parsons (Jack/Nick Branson), Yael Yurman (Anastasia Tremaine), Sara Tomko (Giglio Tigrato), Tiera Skovbye (Robin/Margot).
- Ascolti USA: telespettatori 2 290 000 – share 18-49 anni 2%[12]

## I piani di Gothel
- Titolo originale: Secret Garden
- Diretto da: Mick Garris
- Scritto da: Edward Kitsis e Adam Horowitz
- Antefatti riguardanti: Zelena Mills, Robin Hood e Madre Gothel

### Trama
Storybrooke, passato. La 18enne Robin si diverte a maneggiare il libro degli incantesimi di sua nonna Cora datole da Regina per studiare la magia, ma Zelena non ne è tanto entusiasta. In seguito ad un rude litigio con la madre, Robin viene catapultata nella Nuova Foresta Incantata mediante un incantesimo d’invocazione per Madre Natura. Zelena, così, perviene dalla sorella Regina, e le dice che il nome di Madre Natura è in realtà uno pseudonimo per Madre Gothel, che vive nella Nuova Foresta Incantata. Scortata dall’Uncino del Desiderio, Zelena sopraggiunge nell’antro di Gothel, in cui capisce che Robin sia scappata di propria spontanea volontà per essere istruita alla magia; la ragazza non sente ragioni, e intende restare con Gothel per diventare una potentissima strega. Tuttavia, Gothel punta di sacrificare Robin con l’Amuleto della Resurrezione per far resuscitare la sua compagna veggente, Madame Leota, ma Zelena, sostenuta da Uncino, prende il posto della figlia. Fortunatamente, Robin interrompe il processo scoccando una freccia che toglie l’amuleto dalle mani di Gothel. Zelena, Uncino e Robin sfuggono poi dalla strega, e madre e figlia fanno pace: Zelena, avendo perduto i propri poteri nella minaccia contro la Fata Nera, riacquisisce la magia ammassata nel talismano; e Robin sceglie di seguire le orme d’arciere del padre Robin Hood.
Hyperion Heights, presente. Roni e Kelly sono in crisi: sanno che se il Sortilegio Oscuro verrà spezzato, Henry morirà, altrimenti toccherà a Lucy, ancora comatosa. Sorprendentemente, Gothel prospetta a Roni e Kelly l’ipotesi di poter risvegliare Lucy, a patto che le due sorelle le diano l’Amuleto della Resurrezione. Nel frattempo, Victoria ed Ivy si liberano dalla prigionia di Gothel, e Victoria agguanta con la forza l’Amuleto della Resurrezione da Roni e Kelly, pronta a riscattarsi per ciò che ha fatto a Lucy. Con i poteri di Anastasia, Gothel riattiva l’amuleto, ma per completare l’incantesimo, ci vuole una vita in cambio: quella di Ivy. Victoria, però, capendo di voler bene ad Ivy e di non averle mai omaggiato dell’amore che desiderava, si sacrifica per la figlia, lasciandosi uccidere da Gothel; così facendo, Lucy si risveglia dal coma, e Rogers comincia a dubitare di Eloise. Intanto, Henry, Jacinda e Nick hanno fatto delle analisi del sangue per una probabile trasfusione per Lucy, ed un medico, la dottoressa Sage, individua la parentela tra Henry e Lucy, ma viene avvelenata da una figura imperscrutabile prima che possa divulgare la notizia. Il soggetto, poi, ruba le cartelle cliniche e taglia una ciocca di capelli dalla dottoressa.
- Guest star: Adelaide Kane (Genoveffa Tremaine/Ivy Belfrey), Emma Booth (Gothel), Rebecca Mader (Zelena/Perfida Strega dell'Ovest/Kelly West), Nathan Parsons (Jack/Nick Branson), Yael Yurman (Anastasia Tremaine), Tiera Skovbye (Robin/Margot), Nisreen Slim (Dottoressa Sage), Suzy Joachim (Madame Leota).
- Ascolti USA: telespettatori 2 140 000 – share 18-49 anni 2%[13]

## Il principe Naveen
- Titolo originale: A Taste of the Heights
- Diretto da: Nina Lopez-Corrado
- Scritto da: David H. Goodman e Brigitte Hales
- Antefatti riguardanti: la Principessa Tiana, il Principe Naveen e il Dottor Facilier

### Trama
Nuova Foresta Incantata, passato. Poco prima dell’incoronazione di Tiana a regina, Facilier l’avverte a proposito di una minaccia vicina. Benché non si fidi delle parole dello stregone, Tiana ha il dovere di analizzare di persona, e, con Cenerentola ed Uncino, indaga a fondo della faccenda: il mostro in questione non è che uno spietato alligatore che semina panico e distruzione ovunque esso vada. Durante la caccia alla creatura, il trio si raggruppa anche con lo sfacciato Principe Naveen, a sua volta disposto ad eliminare l’alligatore per vendicare la morte del fratello. Tiana sospetta però che Naveen sia un mandante di Facilier, ma, all’improvviso, il ragazzo viene trascinato nelle profondità marine dall’alligatore, che viene infine ucciso da Tiana con una lancia incantata. Purtroppo, Naveen ne esce gravemente ferito, così Facilier, scongiurato da Tiana, guarisce il principe, ma lo rende suo debitore per avergli salvato la vita; in aggiunta, Facilier dice di aver voluto che Tiana e Naveen uccidessero l’alligatore per poter recuperare tranquillamente una collana ingoiata precedentemente dall’animale. Finalmente, Tiana viene incoronata sovrana, ma Facilier fa visita a Regina, denotando che i due si siano già conosciuti nel periodo in cui lei era ancora la Regina Cattiva; la collana ripresa da Facilier era proprio di Regina, che, pur respingendo le avances dello stregone, gli dà un caloroso bacio.
Hyperion Heights, presente. Sabine è euforica per l’inaugurazione del suo camioncino per bignè, ed incontra un suo vecchio amico della scuola di cucina, Drew (Naveen), che, come lei, sta per avviare un’attività di street food. Disgraziatamente, Sabine rischia di chiudere per mancanza di licenze, ma Drew cede le sue per lei, ed entrambi iniziano a lavorare assieme. Tuttavia, Drew è il fantoccio di un crudele imprenditore, Samdi (Facilier), che aspira ad avere la fiducia di Sabine. Intanto, Samdi fa a Roni e Kelly un’offerta di lavoro, ma, per vederci chiaro, Roni fronteggia l’uomo, rivelando che questi non è stato toccato dalla maledizione e che ricorda ogni cosa del vecchio mondo. Nel frattempo, Henry e Jacinda stanno per fare un passo in avanti nella loro torbida relazione, ma Lucy, che fino a quel momento ne era festosa, legge una pagina strappata del libro di favole, comparsa misteriosamente nel libro,  che tratta dell’avvelenamento di Henry e della sua morte, motivo per cui il Sortilegio Oscuro non deve essere infranto. Lucy, quindi, tiene lontani l’uno dall’altra Henry e Jacinda. Frattanto, Weaver e Rogers investigano sulla morte della dottoressa Sage, sul cui polso era tatuato il simbolo della Congrega delle Otto Streghe. I detective parlano con una pasticciera cieca che porta il medesimo marchio, ma, in serata, i due trovano la donna priva di sensi. Weaver, allora, rende noto a Roni e Kelly di essere sveglio dal maleficio, e riferisce loro che qualcuno nel quartiere sta ammazzando le streghe della congrega.
- Guest star: Rebecca Mader (Zelena/Perfida Strega dell'Ovest/Kelly West), Robin Givens (Eudora), Daniel Francis (Dottor Facilier/Samdi), Jeff Pierre (Principe Naveen/Drew), Trevor Roberts (Remy), Chilton Crane (Hilda).
- Ascolti USA: telespettatori 2 220 000 – share 18-49 anni 2%[14]

## L'onore del pirata
- Titolo originale: Knightfall
- Diretto da: Steve Miner
- Scritto da: Jerome Schwartz e Miguel Raya
- Antefatti riguardanti: Capitan Uncino del Desiderio

### Trama
Nuova Foresta Incantata, passato. Uncino sta al fianco di Alice, rinchiusa ancora nella torre di Gothel, ma una notte, l’uomo prende la decisione di salvare la figlia e parte in missione. Nel Regno del Desiderio, di cui è originario, Uncino chiede ausilio al Tremotino del Desiderio, che gli suggerisce d’impossessarsi dell’Amo di Maui, un arpione magico con l’abilità di liberare qualsiasi persona dalla propria prigione. Uncino vince l’Amo di Maui in una partita di dadi contro il proprietario dell’oggetto, il Capitano Achab, che, però, ridicolizza talmente tanto il fatto che Uncino si sia rammollito che il pirata acconsente ad un duello di pistole col rivale per salvaguardare la sua reputazione. Anche stavolta, Uncino, sebbene ferito di striscio, trionfa su Achab, e fa ritorno da Alice con l’Amo di Maui. Purtroppo, Gothel appare ai due, comunicando loro che il colpo subito da Uncino era intriso con la Maledizione del Cuore Ferito, così, padre e figlia non possono più stare vicini. Gothel, soddisfatta, ruba l’Amo di Maui per impedire che Alice scappi dalla torre, e bandisce Uncino lontano dalla figlia: questi eventi porteranno Uncino a divenire un vecchio ubriacone malinconico.
Hyperion Heights, presente. Weaver e Rogers fanno delle domande ad Eloise circa la sua setta per anticipare le mosse dell’assassino. Tilly è molto turbata dalla presenza di Eloise, e sente che qualcosa di orribile sta per succedere, anche se non sa il perché. Eloise dice a Rogers di seguire il proprio cuore per arrivare al killer, perciò, lui e il collega vanno all’ospedale, in cui avvistano Tilly, in un evidente stato confusionale, accanto al cadavere della pasticciera cieca. Tilly, furiosa con Weaver e Rogers per aver ignorato i suoi avvertimenti, se la svigna dalla struttura. Intanto, Ivy, in lutto per la morte della madre Victoria, ricerca conforto in Henry, che la esorta ad essere felice con la sua vera famiglia, quindi, la ragazza si riappacifica con Jacinda; Henry mette a disposizione il suo aiuto per Ivy nel ritrovamento di sua sorella Anastasia. Nel frattempo, Lucy si apre con Roni sulla pagina del libro che parla della probabile morte di Henry, ed è allora che la donna asserisce di non essere più sotto l’influsso del Sortilegio Oscuro; nonna e nipote, dunque, promettono di trovare il modo di salvare Henry. 
- Guest star: Rose Reynolds (Alice/Tilly), Adelaide Kane (Genoveffa Tremaine/Ivy Belfrey), Emma Booth (Gothel), Christopher Gauthier (Spugna), Chad Rook (Capitano Achab), Elle McKinnon (Alice da giovane).
- Ascolti USA: telespettatori 2 380 000 – share 18-49 anni 2%[15]

## Fuori dalla torre
- Titolo originale: The Girl in the Tower
- Diretto da: Antonio Negret
- Scritto da: Dana Horgan e Leah Fong
- Antefatti riguardanti: Alice Jones e Robin Hood

### Trama
Nuova Foresta Incantata, passato. Alice abita oramai in solitudine nella torre, e, in occasione del suo compleanno, esprime il desiderio di essere libera e di avere qualcuno che le stia accanto: improvvisamente, si materializza un Troll gigante che abbatte il tetto della torre per permettere ad Alice di uscire. Passano gli anni, ma per quanto abbia atteso a lungo di essere fuori dalla torre, Alice si sente ancora sola poiché non può stare con il papà Uncino, affetto dalla Maledizione del Cuore Ferito. Un giorno, Alice fa la conoscenza di Robin, da poco arrivata nel regno; Robin ha intenzione di uccidere il Troll amico di Alice, che sta seminando il terrore nei villaggi vicini, ma Alice non glielo lascia fare, ed entrambe le ragazze vengono sbattute in cella dai furibondi cittadini della zona. Per fortuna, le due riescono a fuggire e filano verso la torre; Alice giustifica il ritorno del Troll come un sinonimo per lei che sia ancora prigioniera della torre, ma, grazie a Robin, capisce di non essere sola, perciò il gigante, essendo il frutto del desiderio di libertà di Alice, non ha più ragione di esistere e si tramuta in una statua di pietra.
Hyperion Heights, presente. Tilly è ricercata dalla polizia per l’omicidio della pasticciera cieca, ma viene accolta da Rogers e Henry, che credono nella sua innocenza. I 3 vorrebbero dimostrare l’estraneità della ragazza nel crimine, ma, nello zaino di Tilly, scovano le ciocche di capelli della pasticciera e della dottoressa Sage, che stanno a denunciare inequivocabilmente la colpevolezza di Tilly. Quest’ultima, afflitta, sta per abbandonare Seattle, ma prima, incontra Margot (Robin), appena atterrata a Hyperion Heights dal Tibet. Anche se le due non possono riconoscersi, Margot sprona Tilly ad affrontare i propri problemi, piuttosto che a fuggire, e Tilly si accorge che, nell’occhio della statua del Troll con cui era solita chiacchierare, si cela una telecamera di sicurezza che le procura un alibi: Tilly viene quindi scagionata, e Rogers, affezionatosi a lei, la ospita in casa sua. Nel frattempo, Roni e Lucy escogitano un piano per scoprire i reali fini di Samdi: Roni lo porta a pranzo, e Lucy perquisisce il suo appartamento, ma Kelly, all’oscuro di tutto, rovina involontariamente la loro copertura. Alla fine, comunque, Samdi rivela a Roni che il suo obiettivo è impadronirsi del Pugnale dell’Oscuro di Weaver. Intanto, Margot riabbraccia sua madre Kelly, che però rimpiange di non poter per davvero stringere a sé la figlia, che, a causa del Sortilegio Oscuro, ha dei falsi ricordi di un rapporto vorticoso con la mamma.
- Guest star: Rebecca Mader (Zelena/Perfida Strega dell'Ovest/Kelly West), Rose Reynolds (Alice/Tilly), Adelaide Kane (Genoveffa Tremaine/Ivy Belfrey), Emma Booth (Gothel), Daniel Francis (Dottor Facilier/Samdi), Yael Yurman (Anastasia Tremaine), Tiera Skovbye (Robin/Margot).
- Ascolti USA: telespettatori 2 110 000 – share 18-49 anni 2%[16]

## Un dono inaspettato
- Titolo originale: Sisterhood
- Diretto da: Ellen S. Pressman
- Scritto da: Christopher Hollier e Adam Karp
- Antefatti riguardanti: Genoveffa Tremaine Anastasia Tremaine e Gretel

### Trama
Nuova Foresta Incantata, passato. Gothel offre a Genoveffa la possibilità di entrare a far parte della sua Congrega delle Otto per darle il potere necessario a scagliare il Sortilegio Oscuro, ma prima, la ragazza dovrà superare una prova assieme ad altre aspiranti streghe, tra cui vi è pure la tenace Gretel. Genoveffa e Gretel si confidano a vicenda: la seconda dice di essere la superstite dell’attacco di una strega, vicenda che segnò duramente suo fratello Hansel, che da allora è irrintracciabile. Le due uniscono dunque le forze, ma Gothel fa loro presente che l’intera gara non è che un diversivo per lasciare che Genoveffa e Gretel si scontrino mortalmente per proclamare la nuova recluta della setta: Gretel si avventa subito su Genoveffa, che si vede costretta ad ucciderla con un pugnale. Gothel, così, dà il benvenuto a Genoveffa nella Congrega delle Otto Streghe.
Hyperion Heights, presente. Ivy riceve un pacco di cioccolatini di marzapane, chiaro preannuncio di essere finita nel mirino dell’assassino di streghe, e di fatto, la giovane sfugge per un soffio ad un agguato teso dall’omicida. Ivy supplica Roni di proteggerla, ma Samdi si avvicina alla ragazza e la convince che il solo modo per salvarsi è quello di andare in un altro regno con un suo fagiolo magico. Tuttavia, una vita per una vita, Ivy deve portare Anastasia dallo stregone, perciò, servendosi di un vecchio trucco con le lanterne, Ivy attira a sé la sorella e la stordisce per autorizzare Samdi ad estirpare un po' della sua magia e far funzionare il fagiolo. Purtroppo, Gothel s’intromette per istigare Anastasia ad uccidere Ivy, però, con un discorso d’amore tra sorelle, Ivy ed Anastasia si riconciliano. Finalmente insieme, Ivy ed Anastasia varcano il portale del fagiolo magico per ritornare a vivere serenamente nella Nuova Foresta Incantata. Intanto, un sospettoso Samdi regala a Roni della magia presa da Anastasia con cui poter guarire Henry dal veleno di Ivy, e Henry passa del tempo in compagnia di Rogers e Nick per distrarsi dai suoi pensieri fissi su Jacinda. A fine serata, Nick, non essendo visto né da Henry e né da Rogers, apre il bagagliaio della sua auto: la maschera del killer delle streghe, un mucchio di scatole di cioccolatini, ed un assortimento di armi rivelano che è proprio Nick il sanguinario assassino di Hyperion Heights.
- Guest star: Adelaide Kane (Genoveffa Tremaine/Ivy Belfrey), Emma Booth (Gothel), Daniel Francis (Dottor Facilier/Samdi), Yael Yurman (Anastasia Tremaine), Anna Cathcart (Genoveffa da giovane), Nathan Parsons (Jack/Nick Branson), Sara Canning (Gretel), Bruce Blain (Amministratore nella stazione di polizia).
- Ascolti USA: telespettatori 2 030 000 – share 18-49 anni 2%[17]

## Briciole di pane
- Titolo originale: Breadcrumbs
- Diretto da: Ron Underwood
- Scritto da: Jane Espenson e Jerome Schwartz
- Antefatti riguardanti: Henry Mills e Capitan Uncino del Desiderio

### Trama
Nuova Foresta Incantata, passato. Henry è sempre più avvilito dal non aver ancora vissuto la propria storia, e quindi dall’essere solo un personaggio di contorno che non merita l’amore di Cenerentola. Uncino, così, per risollevare il morale all’amico, lo assolda nella spedizione clandestina via mare sulla Jolly Roger di Barbanera per il recupero di un anello dal leggendario tesoro seppellito di Davy Jones con cui chiedere in sposa Cenerentola: una vera impresa da eroe. Scaturisce un pesante scontro tra i due e l’equipaggio della nave, ma, una volta preso il forziere ed il gioiello, Henry scopre che il tutto era soltanto una messinscena montata da Uncino per renderlo il protagonista di un’avventura. La situazione, però, si fa davvero seria quando si scatena una tremenda tempesta sulla Jolly Roger, provocata dal ripescamento dell’anello, quindi Henry getta nuovamente il gioiello nelle profondità del mare per placare la bufera. Finalmente, Henry si rende conto che non ha urgenza di essere un eroe, basta che combatta fino allo sfinimento per le persone che ama; nella Nuova Foresta Incantata, perciò, Cenerentola accetta con gioia la proposta di matrimonio di Henry.
Hyperion Heights, presente. Su una delle scene del crimine dell’assassino dei cioccolatini, Weaver rinviene il libro di favole C’era una volta pubblicato da Henry. Nel frattempo, Henry ottiene un colloquio di lavoro per New York, ma se l’incontro andrà in porto dovrà trasferirsi permanentemente lì. Weaver e Henry, esaminando il libro del killer, pieno zeppo di scritte e correzioni, intuiscono che l’assassino stia replicando numerosi dettagli dal manoscritto, specialmente dalla fiaba di “Hansel e Gretel”: collegando i vari punti, pare ovvio che l’omicida si sia calato nei panni di Hansel per vendicarsi della morte di sua sorella Gretel. Sia Sabine e Lucy, che Weaver, valutano il ruolo di Henry in città molto importante, e non vogliono che il ragazzo parta per New York. Anche Henry stesso, sulla strada dell’aeroporto, comprende di essere stranamente connesso a Hyperion Heights nel momento in cui una ruota della sua auto viene bucata dal pezzo di una scarpetta di cristallo. Nick dà uno strappo a Henry, ma quest’ultimo nota troppo tardi di essere salito sulla macchina dell’assassino dei cioccolatini; infatti, Nick rapisce Henry e lo imprigiona in casa sua per non farlo interferire negli omicidi. Intanto, Tilly viene assunta nell’attività di bignè di Sabine, ed amplia la sua sintonia con Margot, che è alquanto incerta sul recente atteggiamento della madre Kelly. Più tardi, Margot chiarisce le divergenze con Kelly. Tuttavia, Margot dà a Kelly una scatola di cioccolatini trovata ai piedi del pub: Kelly, atterrita, capisce di essere il prossimo bersaglio del killer.
- Guest star: Rebecca Mader (Zelena/Perfida Strega dell'Ovest/Kelly West), Rose Reynolds (Alice/Tilly), Tiera Skovbye (Robin/Margot), Nathan Parsons (Jack/Nick Branson), Christopher Gauthier (Spugna), Charles Mesure (Barbanera).
- Ascolti USA: telespettatori 2 150 000 – share 18-49 anni 2%[18]

## Gli errori del passato
- Titolo originale: Chosen
- Diretto da: Lana Parrilla
- Scritto da: Paul Karp e Brian Ridings
- Antefatti riguardanti: Zelena

### Trama
Oz, passato. Ancor prima del Sortilegio Oscuro originale della Regina Cattiva, Zelena, all’epoca la Perfida Strega dell’Ovest, assale una sua acerrima nemica, la Strega della Casa di Pan di Zenzero, che costituisce una grave minaccia per il suo potere. Nella disputa con la rivale, Zelena trascura le preghiere di due ragazzini fratelli rapiti dalla strega divoratrice di bambini, Hansel e Gretel. Zelena, ridotta in fin di vita dall’avversaria, viene soccorsa da un gentile taglialegna cieco, Ivo, padre di Hansel e Gretel. Man mano, Zelena fa amicizia con Ivo, e, ripresasi in forze, si reca dalla Strega della Casa di Pan di Zenzero per salvare i bambini e sdebitarsi con Ivo. Zelena ruba la vista alla strega per elargirla ad Ivo, ma purtroppo teme che Hansel e Gretel siano già stati uccisi. Tuttavia, i due ragazzini hanno saputo scappare dalla Casa di Pan di Zenzero e sono ritornati dal padre, al quale hanno raccontato tutta la verità sulla negligenza di Zelena. Ivo, deluso, non vuole più avere nulla a che fare con Zelena, che brucia quindi nel fuoco la vista della oramai Strega Cieca. Hansel si lancia su Zelena con un coltello, ma la Perfida Strega si difende mandandogli contro le fiamme del camino, che ustionano terribilmente le braccia del ragazzo; questo avvenimento, più la futura morte della sorella Gretel, instilleranno in Hansel un odio immane per ogni genere di strega.
Hyperion Heights, presente. Nick svela a Henry, suo ostaggio, la propria vera storia: egli è sul serio Hansel, risvegliatosi chissà come dal Sortilegio Oscuro di Genoveffa, e ha girato in lungo e in largo il Mondo delle Favole per uccidere quante più streghe poteva, spacciandosi con il finto nome di “Jack”; il suo obiettivo primario, adesso, è Zelena, la radice di tutti i suoi problemi. Intanto, Weaver tiene al sicuro Margot su invito di Kelly, mentre Rogers, tramite i messaggi tra Henry, in realtà Nick, e Jacinda, apprende che l’assassino dei cioccolatini sia proprio Nick, così sfonda la porta di casa sua e libera Henry. Frattanto, col pretesto di aver sotto tiro il suo fidanzato di San Francisco, Chad, Nick attrae Kelly nel seminterrato del locale di Roni per un ultimo confronto: Kelly mette KO Nick, ma non prima che il killer abbia rivelato a Chad chi sia realmente la sua fidanzata: tuttavia, Chad è intenzionato a sposarla ugualmente. Roni, allora, esorta Kelly ad inseguire la felicità e ad andare a San Francisco per costruirsi una vita con Chad, perciò le due sorelle si scambiano un saluto commovente, e Kelly fa dono a Margot, decisa a restare a Seattle per conoscere meglio Tilly, della sua collana da Perfida Strega. Nel frattempo, Samdi dice a Nick, trattenuto in centrale, di essere stato lui stesso ad averlo ridestato dalla maledizione, così come ha fatto con Drew, per poterlo avere come una delle sue pedine e fargli eliminare Gothel, che è sulla lista delle streghe da uccidere del ragazzo, nonché competitrice con Samdi nella conquista del Pugnale dell’Oscuro. Infine, Nick, avendo fallito, viene ammazzato da Samdi con una sua bambola voodoo.
- Guest star: Rebecca Mader (Zelena/Perfida Strega dell'Ovest/Kelly West), Tiera Skovbye (Robin/Margot), Nathan Parsons (Hänsel/Jack/Nick Branson), Daniel Francis (Dottor Facilier/Samdi), Jeff Pierre (Principe Naveen/Drew), Kip Pardue (Chad), Dan Payne (Ivo), Chilton Crane (Strega Cieca), Seth Isaac Johnson (Hansel da giovane), Lily van der Griend (Gretel da giovane).
- Ascolti USA: telespettatori 2 180 000 – share 18-49 anni 2%[19]

## Il Guardiano
- Titolo originale: The Guardian
- Diretto da: Geofrey Hildrew
- Scritto da: David H. Goodman e Brigitte Hales
- Antefatti riguardanti: Tremotino e Alice Jones

### Trama
Nuova Foresta Incantata, passato. Qualche tempo dopo la morte di Belle, Tremotino è in cerca del Guardiano che potrà liberarlo dalla sua Oscurità, ma il Dottor Facilier, bramoso del Pugnale dell’Oscuro, lo mette in guardia: senza Belle, Tremotino potrebbe soccombere di nuovo all’Oscurità, e a riprova di ciò, l’uomo sta gradualmente riassumendo le sue antiche sembianze da Signore Oscuro. Tremotino deve affrettarsi, e sospetta che la misteriosa entità dal cuore più puro di tutti sia proprio Alice, che sta frequentando Robin e vivendo una vita spensierata. Tremotino la tiene d’occhio, e il padre della giovane, l’Uncino del Desiderio gli intima di starle lontano, ma il tempo sta per scadere, e Tremotino mette alla prova la purezza di Alice allettandola con l'oscura prospettiva di schiacciare il cuore di Facilier: tuttavia la ragazza non ce la fa, dimostrando di essere il Guardiano. Alice, dunque, si accinge ad incanalare in sé il potere del pugnale, ma Tremotino non vuole darle il peso del fardello che comporta l’Oscurità, perciò la interrompe e decide di trovare un altro modo per essere sollevato dal suo essere Signore Oscuro. Più in avanti, Tremotino, esteticamente divenuto il Signore Oscuro della Foresta Incantata, osserva Alice vivere in tranquillità con Robin, sinceramente felice per lei.
Hyperion Heights, presente. Weaver, dopo l’apparente morte naturale di Nick, nota con sommo orrore che il suo Pugnale dell’Oscuro è sparito, e incolpa immediatamente Samdi. Roni, allora, dialoga con Samdi sull’accaduto, e lo stregone ammette in effetti di essere stato il responsabile della morte di Nick, ma non del furto del pugnale. Disperato, Weaver ruba la poca magia rimasta a Roni, con cui la donna stava creando un controincantesimo al veleno che scorre in Henry, per localizzare il pugnale, che si scopre essere nello zaino di Tilly: quest’ultima lo aveva preso poiché sente con esso un insolito legame, in quanto Guardiano. Nel frattempo, Roni smaschera Weaver, che ammette il furto della sua magia: avendole negato l'ultima occasione di salvare Henry, Roni taglia definitivamente i ponti con lui. Da parte sua, Tilly è preoccupata che le voci nella sua testa, causate dal Pugnale dell’Oscuro, e che hanno mandato all’aria il suo primo appuntamento con Margot, l’abbiano messa in una posizione scomoda, ma Margot la rassicura che ci saranno altre uscite tra di loro. Intanto, Rogers viene avvertito da Drew dell’enorme pericolosità di Samdi, e poi, sfogliando i referti dell’autopsia di Nick, resta scioccato alla notizia che il killer sembra essere morto pugnalato al cuore dall’interno. Nel frattempo, Henry deve fare i conti col certificato mostratogli da Nick quando era suo prigioniero, che il killer aveva trafugato e che indica che il ragazzo è il padre biologico di Lucy. Henry e Jacinda non sanno darsi una spiegazione, e cominciano a pensare di dover credere a tutte le storie di Lucy sulla maledizione che preme su Hyperion Heights.
- Guest star: Rose Reynolds (Alice/Tilly), Tiera Skovbye (Robin/Margot), Daniel Francis (Dottor Facilier/Samdi), Nathan Parsons (Hänsel/Jack/Nick Branson), Jeff Pierre (Principe Naveen/Drew).
- Ascolti USA: telespettatori 2 120 000 – share 18-49 anni 2%[20]

## Ninfe
- Titolo originale: Flower Child
- Diretto da: Tessa Blake
- Scritto da: Edward Kitsis e Adam Horowitz
- Antefatti riguardanti: Gothel

### Trama
Passato. La giovane Gothel è una virtuosa ninfa appassionata al mondo degli umani. Un giorno Gothel, incuriosita, entra di soppiatto in una villa abitata da diverse ragazze, che appaiano visibilmente affascinate dalla magia della giovane. Gothel, noncurante degli avvisi di sua sorella Achillea e della loro mamma, la Madre Natura delle Driadi, partecipa a una cerimonia elegante con le sue nuove amiche umane; tuttavia, Gothel viene ingannata e umiliata pubblicamente dalle ragazze, che mandano poi un esercito di soldati nel Bosco delle Ninfe, casa di Gothel, per sterminare tutte loro. Devastata, Gothel non può che piangere la morte delle sue sorelle e accogliere le ultime preghiere di sua madre sul dover ricostruire il loro mondo. Accecata dall’ira, Gothel, ora Madre Natura, uccide tutti gli umani presenti alla festa, eccetto Seraphina, una ragazza dotata di poteri magici che ha sempre dovuto nascondere per evitare il medesimo fato di Gothel. Gothel porta Seraphina nel Bosco delle Ninfe, e le spiega che la foresta era il solo posto al mondo ad avere ancora in sé la magia: ora che è stata distrutta, la magia è scomparsa permanentemente, facendo quindi diventare quello un “mondo senza magia”, ovvero il mondo reale, slegato da ogni altro tipo di reame magico e in cui si tramanderanno d’ora in poi storie e leggende che verranno ricordate unicamente come favole. Gothel e Seraphina attraversano un portale diretto verso un altro regno, nella speranza di trovare loro simili per formare la futura Congrega delle Otto Streghe e ritornare nuovamente nel mondo reale per massacrare ancora una volta gli umani.
Hyperion Heights, presente. Per Gothel è tempo di ricostruire la sua congrega, perciò ammalia un agente di polizia per risvegliare le sue sorelle streghe. Captando l’enorme potere di Tilly, Gothel le rivela di essere sua madre per averla dalla sua, ma la ragazza, dubbiosa, riferisce tutto a Rogers, che intanto si è convinto che ci sia qualcosa di sovrannaturale in città. I due, così, discutono con Henry, anch’egli ossessionato dall’idea che Hyperion Heights non sia quel che sembra: Henry, Rogers e Tilly concludono che la magia a Hyperion Heights sia reale, ma il detective e la ragazza vengono attirati da Gothel e le sue compagne nel luogo in cui un tempo esisteva il Bosco delle Ninfe. Per far collaborare Tilly, Gothel le rivela che Rogers è suo padre, e poi minaccia di ucciderlo: dunque Tilly, suo malgrado, si unisce alla Congrega delle Otto. Intanto, Jacinda trova in una vecchia scatola la scarpetta di cristallo di Cenerentola che combacia col pezzo di vetro di Henry, e Lucy, che sta collaborando con Samdi, porge la scarpetta allo stregone per fargli gettare un incantesimo che possa guarire il cuore avvelenato di Henry. Tuttavia, il bacio di Henry e Jacinda non sortisce alcun effetto, e la maledizione continua a persistere.
- Guest star:  Rose Reynolds (Alice/Tilly), Emma Booth (Gothel), Tiera Skovbye (Robin/Margot), Daniel Francis (Dottor Facilier/Samdi), Jeff Pierre (Principe Naveen/Drew), Gabrielle Miller (Flora), Emily Tennant (Isla), Naika Toussaint (Seraphina), Bruce Blain (Sergente), Kyra Leroux (Achillea).
- Ascolti USA: telespettatori 1 980 000 – share 18-49 anni 2%[21]

## Sei Henry Mills?
- Titolo originale: Is This Henry Mills?
- Diretto da: Ron Underwood
- Scritto da: Dana Horgan e Leah Fong
- Dedica per: Regina Mills/Roni e Henry Mills
- Nota: le azioni tra la Storybrooke del passato e l’Hyperion Heights del presente sono contemporanee.

### Trama
Presente. Su Hyperion Heights incombe una minacciosa tempesta scatenata dal rituale di rinascita del Bosco delle Ninfe di Gothel e delle sue streghe, inclusa Tilly, che è stata interamente assorbita dall’oscurità della madre. Weaver e Rogers chiedono l'aiuto di Margot per far rinsavire Tilly, ma non è sufficiente, e la ragazza rimpicciolisce i tre per non essere disturbata. Parallelamente, Samdi salva Henry dalla clausola di morte, ma non riesce a sciogliere la maledizione, perciò Roni e Lucy, per far sì che Henry torni a credere di nuovo da Vero Credente quale è, disseppelliscono il secondo libro di C’era una volta dalla tomba di Victoria, auspicando che il contatto con esso permetta a Henry di ricordare, così come era successo con Emma. Tuttavia, il metodo risulta essere inutile, e Roni e Lucy si rassegnano, ma Henry telefona al numero scritto sui documenti d’adozione di Regina Mills, e l’interlocutore che risponde è proprio Henry da adolescente: il Sortilegio Oscuro, difatti, non ha solo trasportato gli abitanti della Nuova Foresta Incantata nel mondo reale, ma li ha anche condotti indietro nel tempo; pertanto, mentre Hyperion Heights è nella bufera, a Storybrooke l’Henry adolescente si è appena diplomato ed è incerto sul suo futuro. Parlando con la sua controparte giovanile, l’Henry adulto recupera finalmente la memoria, e aiuta l’Henry adolescente di Storybrooke a prendere la decisione di viaggiare attraverso i reami in cerca della sua storia. Nel frattempo, Jacinda e Sabine affrontano Samdi dopo aver ritrovato una sua carta dei tarocchi nella borsa di Drew, dato per disperso e prigioniero dello stregone: questi, però, obbliga le donne a rinchiudersi in un armadio. Frattanto, Roni si scontra con Gothel ma, essendo sprovvista della sua magia, viene facilmente sopraffatta dalla strega. Henry accorre dalla madre, in fin di vita, e la salva col Bacio del Vero Amore, spezzando così il Sortilegio Oscuro, e tutti a Hyperion Heights si ricordano della loro vera identità. Oltretutto, Tilly viene affrancata dal controllo maligno di Gothel, e con la sua magia incredibilmente rafforzata sconfigge una volta per tutte sua madre, tramutandola in un albero. Purtroppo, il ritorno della magia ripristina anche la Maledizione del Cuore Ferito di Rogers, e quindi lui e Tilly non possono ancora riabbracciarsi. Sembra tutto finito, ma Weaver, ridiventato il Signore Oscuro, affronta Samdi. Pur non volendo ucciderlo, Weaver assiste alla morte di Samdi per mano del Tremotino del Regno del Desiderio, giunto inspiegabilmente a Hyperion Heights.
- Guest star: Jared S. Gilmore (Henry Mills da giovane), Beverley Elliott (Granny), Rose Reynolds (Alice/Tilly), Emma Booth (Gothel), Tiera Skovbye (Robin/Margot), Daniel Francis (Dottor Facilier/Samdi), Jeff Pierre (Principe Naveen/Drew).
- Ascolti USA: telespettatori 1 980 000 – share 18-49 anni 2%[22]

## Ritorno a casa
- Titolo originale: Homecoming
- Diretto da: Steve Pearlman
- Scritto da: David H. Goodman
- Antefatti riguardanti: Henry Mills
- Nota: le azioni al presente tra Hyperion Heights e il Regno del Desiderio sono contemporanee.

### Trama
Passato. Durante uno dei suoi primi viaggi in giro per i numerosi mondi, Henry, in missione per salvare una damigella in pericolo, viene preceduto da un altro principe che gli sottrae la gloria e la ragazza. Frustrato, Henry viene avvicinato dal Tremotino del Desiderio, che vorrebbe stringere un accordo con lui, ma il ragazzo, ben consapevole della pericolosità dei suoi patti, rifiuta e non si dà ancora per vinto.
Presente. A Hyperion Heights, tutti festeggiano per la fine del Sortilegio Oscuro, ma la gioia termina quando Gold informa gli eroi della morte di Samdi e dell’arrivo del Tremotino del Desiderio. Costui spedisce Ella e Lucy nel Regno del Desiderio per obbligare Henry a dargli il Pugnale dell’Oscuro conservato gelosamente da Gold; Tremotino vuole impedire che Gold si sbarazzi dell’Oscurità, perché in tal modo anche lui potrebbe essere privato dei suoi poteri. Regina, Henry, Uncino e Gold usano allora uno specchio-portale di Alice per raggiungere il Regno del Desiderio e salvare Ella e Lucy. In questa versione alternativa della Foresta Incantata, Regina e Henry sbucano nel castello di Tremotino, in cui incontrano Peter Pan e Crudelia De Mon, succubi del Signore Oscuro, e scoprono che Ella e Lucy sono imprigionate in una sfera di vetro indistruttibile che si riempirà di neve fino a farle morire assiderate; Gold e Uncino, invece, ottengono da Ariel un po' di nero di seppia con cui immobilizzano Tremotino ma, quando Gold sta per finirlo, il Signore Oscuro del Desiderio si divincola e sparisce. Intanto, Henry va dall’Apprendista che, dopo essersi accertato che il ragazzo sia realmente un Autore, gli consegna la Penna Magica. Al castello, poi, Henry recupera l’inchiostro incantato dai capelli di Crudelia ma, disgraziatamente, Tremotino gli requisisce gli arnesi, rivelando di essere sempre stato interessato alla Penna Magica; d’un tratto, entra in stanza l’Henry del Desiderio, che, come l’Henry adulto, è un Autore, perciò si è alleato con Tremotino per vendicarsi principalmente di Regina, la quale uccise i suoi nonni, Biancaneve e il Principe Azzurro, negli eventi della 6ª stagione. Coi suoi poteri d’Autore, l’Henry del Desiderio annulla la magia del Guardiano, e intrappola l’Henry adulto, Gold e Uncino nella sfera assieme a Ella e Lucy, ma risparmia Regina per giustiziarla personalmente. Contemporaneamente, a Hyperion Heights, Tiana deve combinare la propria esistenza di Sabine con i suoi doveri di regina, e Alice, accortasi che qualcosa non va nella sua magia, capisce che il padre e gli amici sono nei guai, per cui oltrepassa un portale con Robin alla volta di un posto dove poter chiedere rinforzi: Storybrooke.
- Guest star: Jared S. Gilmore (giovane Henry Mills/Sir Henry), Robbie Kay (Peter Pan), Victoria Smurfit (Crudelia De Mon), Joanna García (Ariel), Timothy Webber (Apprendista stregone), Rose Reynolds (Alice/Tilly), Tiera Skovbye (Robin/Margot), Jeff Pierre (Principe Naveen/Drew), Trevor Roberts (Remy).
- Ascolti USA: telespettatori 2 260 000 – share 18-49 anni 3%[23]

## In un angolo del Maine
- Titolo originale: Leaving Storybrooke
- Diretto da: Ralph Hemecker
- Scritto da: Edward Kitsis e Adam Horowitz
- Dedica per: Tutti
- Nota: le azioni tra la Storybrooke del passato e il Regno del Desiderio del presente sono contemporanee.

### Trama
Presente. Alice e Robin mettono piede a Storybrooke, che a causa dello sfasamento temporale creato dal Sortilegio Oscuro di Gothel e Genoveffa è collocata diversi anni nel passato. Le due ragazze vengono da subito accusate di essere delle pazze intruse dagli abitanti, quali Leroy, Granny ed Archie, ma per fortuna Zelena, avuta la prova che la ragazza che ha davanti è sua figlia Robin, accetta di dar loro una mano. Frattanto, nel Regno del Desiderio, Tremotino ha sottratto l’immortalità e la magia di Gold tramite i poteri dell’Henry del Desiderio ma, grazie ad Alice, Robin e Zelena, che riescono a far apparire l’Amo di Maui nella sfera di cristallo in cui sono bloccati, Henry, Uncino, Gold, Ella e Lucy si liberano. Intanto, Regina è segregata nelle celle del palazzo in attesa del duello con l’Henry del Desiderio, ma il fantasma del suo amato Robin Hood le si presenta in sogno e le infonde il coraggio di andare avanti. Tremotino, usufruendo del potenziale oscuro del giovanissimo Henry e dei suoi poteri d’Autore, lo persuade a scrivere dei libri per rinchiuderci dentro tutti i personaggi delle favole, condannandoli a un destino atroce per l’eternità. L’Henry adulto si precipita in difesa di Regina, ma viene sopraffatto dalle guardie: intervengono però Mary Margaret e David, avvisati da Zelena, che li salvano entrambi. Regina, però, accetta ugualmente di presentarsi allo scontro con l’Henry del Desiderio, la cui implacabile sete di vendetta squarcia i portali dei libri maledetti che stanno per risucchiare gli eroi al loro interno; Regina riesce a far capire a Henry che non è solo e che tante persone lo amano, e i varchi si richiudono, ma purtroppo l'Uncino del Desiderio, nel tentativo di trattenere Alice per impedirle di finire nel manoscritto, sta per morire per via della Maledizione del Cuore Ferito. Gold, allora, essendo lui stesso la versione migliore di sé, sceglie di sacrificarsi per tutti loro e dona il proprio cuore a Uncino per farlo rivivere: con la morte di Gold, l’Oscurità viene annientata definitivamente, e con essa pure il Tremotino del Desiderio; Gold, così, può lietamente ricongiungersi con Belle nell’aldilà. Regina, capendo che è stata la divisione tra i vari reami a produrre tante sofferenze, decide di lanciare un ultimo Sortilegio, stavolta usando una parte dei cuori delle persone che ama e che la amano, così che tutti possano stare per sempre insieme.
Qualche tempo dopo, i regni sono stati unificati a Storybrooke, fondando i “Reami Uniti”: ora la città include la Foresta Incantata, il Paese delle Meraviglie, l’Isola che non c’è, Oz, Arendelle, Camelot, la Terra delle Storie Mai Raccontate, Agrabah, il Regno del Desiderio, la Nuova Foresta Incantata e tanto altro ancora. Regina viene accompagnata da Henry e Zelena presso il castello di Biancaneve e del Principe Azzurro, laddove è tutto iniziato con la sua prima minaccia di lanciare il Sortilegio Oscuro; in una conversazione tra le due sorelle, si scopre che il padre di Lily, figlia di Malefica, è lo spadaccino Zorro. A palazzo, Regina riceve una meravigliosa sorpresa: il popolo ha eletto lei come Sovrana dei Reami Uniti, quindi la donna viene incoronata “Regina Buona” da Mary Margaret e David. Alla cerimonia, seppur in ritardo, presenziano anche Emma, il vero Uncino e la loro figlioletta Hope. Regina, col cuore pieno di gioia, annuncia di essere pronta alle nuove avventure che dovranno affrontare tutti insieme, acclamata da amici e familiari. Dopo una breve panoramica dei luoghi e degli oggetti principali di Storybrooke, dal negozio d’antiquariato di Gold, alla tavola calda di Granny, dall’iconico maggiolino giallo di Emma, alla torre dell’orologio, la scena si sposta infine sul cartello all’uscita della città “Leaving Storybrooke”.
- Guest star: Ginnifer Goodwin (Mary Margaret Blanchard/Biancaneve), Jennifer Morrison (Emma Swan), Josh Dallas (David Nolan/Principe Azzurro), Jared S. Gilmore (giovane Henry Mills/Sir Henry), Emilie de Ravin (Belle), Rebecca Mader (Zelena/Perfida Strega dell'Ovest), Sean Maguire (Robin Hood), Tony Amendola (Marco/Geppetto), David Anders (Dr. Whale/Victor Frankenstein), Lee Arenberg (Leroy/Brontolo), Christopher Gauthier (Spugna), Raphael Sbarge (Dr. Archie Hopper/Grillo Parlante), Beverley Elliott (Granny), Rose Reynolds (Alice/Tilly), Tiera Skovbye (Robin/Margot), Keegan Connor Tracy (Fata Turchina), David Avalon (Dotto), Faustino Di Bauda (Walter/Pisolo), Gabe Khouth (Tom Clark/Eolo), Jack Davies (Pinocchio).
- Ascolti USA: telespettatori 2 270 000 – share 18-49 anni 3%[24]